# Louie (Zeichentrickserie)
Louie (Originaltitel: Didou) ist eine französisch-britische Zeichentrickserie für Vorschulkinder, die zwischen 2005 und 2007 produziert wurde. Die Handlung basiert auf den gleichnamigen Büchern.

## Handlung
Louie hat die Gabe, mit ein paar Strichen auf ein Papier spannende Dinge aus dem Alltag und der Welt zum Leben zu erwecken. Dabei unterstützt ihn seine Freundin Yoko, und sie erleben zusammen viele Abenteuer. Die jungen Zuschauer sollen dabei zur Nutzung ihrer Fantasie angeregt werden und es sollen ihnen kindgerecht neue Dinge beigebracht werden. Louie wirkt dabei als eine Art Freund, der die Kinder direkt anspricht und spielerisch zum Lernen und Rätseln auffordert.

## Produktion und Veröffentlichung
Die Serie wurde zwischen 2005 und 2007 von Millimages in Frankreich und dem Vereinigten Königreich produziert, dabei sind 3 Staffeln mit 117 Folgen entstanden.
Die deutsche Erstausstrahlung fand am 18. September 2006 auf Super RTL statt. Weitere Wiederholungen wurden auf Nick Jr. Deutschland und Nickelodeon gesendet.

## Episodenliste

### Staffel 1
| Folge (gesamt) | Folge (Staffel) | deutscher Titel                     | deutsche Erstausstrahlung | Originaltitel                            |
| 1              | 01              | Louie, mal mir ein Haus             | 18.09.2006                | Didou, dessine moi une Maison            |
| 2              | 02              | Louie, mal mir eine Schnecke        | 19.09.2006                | Didou, dessine moi un Escargot           |
| 3              | 03              | Louie, mal mir ein Kamel            | 20.09.2006                | Didou, dessine moi un Chameau            |
| 4              | 04              | Louie, mal mir einen Hund           | 21.09.2006                | Didou, dessine moi un Chien              |
| 5              | 05              | Louie, mal mir einen Frosch         | 22.09.2006                | Didou, dessine moi une Grenouille        |
| 6              | 06              | Louie, mal mir ein Nashorn          | 25.09.2006                | Didou, dessine moi un Rhinocéros         |
| 7              | 07              | Louie, mal mir einen Pinguin        | 26.09.2006                | Didou, dessine moi un Pingouin           |
| 8              | 08              | Louie, mal mir einen Delfin         | 27.09.2006                | Didou, dessine moi un Dauphin            |
| 9              | 09              | Louie, mal mir ein Auto             | 28.09.2006                | Didou, dessine moi une Voiture           |
| 10             | 10              | Louie, mal mir ein Boot             | 29.09.2006                | Didou, dessine moi un Bateau             |
| 11             | 11              | Louie, mal mir einen Drachen        | 02.10.2006                | Didou, dessine moi un Dragon             |
| 12             | 12              | Louie, mal mir einen Roboter        | 28.11.2006                | Didou, dessine moi un Robot              |
| 13             | 13              | Louie, mal mir eine Rakete          | 04.10.2006                | Didou, dessine moi une Fusée             |
| 14             | 14              | Louie, mal mir einen Vogelstrauß    | 05.10.2006                | Didou, dessine moi une Autruche          |
| 15             | 15              | Louie, mal mir ein Krokodil         | 06.10.2006                | Didou, dessine moi un Crocodile          |
| 16             | 16              | Louie, mal mir ein Schaf            | 09.10.2006                | Didou, dessine moi un Mouton             |
| 17             | 17              | Louie, mal mir ein Pferd            | 10.10.2006                | Didou, dessine moi un Cheval             |
| 18             | 18              | Louie, mal mir eine Rutsche         | 11.10.2006                | Didou, dessine moi un Toboggan           |
| 19             | 19              | Louie, mal mir ein Flugzeug         | 12.10.2006                | Didou, dessine moi un Avion              |
| 20             | 20              | Louie, mal mir eine Kuh             | 13.10.2006                | Didou, dessine moi une Vache             |
| 21             | 21              | Louie, mal mir ein Chamäleon        | 16.10.2006                | Didou, dessine moi un Caméléon           |
| 22             | 22              | Louie, mal mir ein Känguru          | 17.10.2006                | Didou, dessine moi un Kangourou          |
| 23             | 23              | Louie, mal mir einen Elefanten      | 18.10.2006                | Didou, dessine moi un Éléphant           |
| 24             | 24              | Louie, mal mir einen Heißluftballon | 19.10.2006                | Didou, dessine moi une Montgolfière      |
| 25             | 25              | Louie, mal mir ein Feuerwehrauto    | 20.10.2006                | Didou, dessine moi un Camion de Pompiers |
| 26             | 26              | Louie, mal mir einen Biber          | 23.10.2006                | Didou, dessine moi un Castor             |
| 27             | 27              | Louie, mal mir eine Blume           | 24.10.2006                | Didou, dessine moi une Fleur             |
| 28             | 28              | Louie, mal mir ein Eichhörnchen     | 25.10.2006                | Didou, dessine moi un Écureuil           |
| 29             | 29              | Louie, mal mir einen Baum           | 26.10.2006                | Didou, dessine moi un Arbre              |
| 30             | 30              | Louie, mal mir ein Schloss          | 27.10.2006                | Didou, dessine moi un Château            |
| 31             | 31              | Louie, mal mir einen Kuchen         | 30.10.2006                | Didou, dessine moi un Gâteau             |
| 32             | 32              | Louie, mal mir einen Löwen          | 31.10.2006                | Didou, dessine moi un Lion               |
| 33             | 33              | Louie, mal mir einen Seelöwen       | 02.11.2006                | Didou, dessine moi une Otarie            |
| 34             | 34              | Louie, mal mir einen Pelikan        | 03.11.2006                | Didou, dessine moi un Pélican            |
| 35             | 35              | Louie, mal mir ein Klavier          | 06.11.2006                | Didou, dessine moi un Piano              |
| 36             | 36              | Louie, mal mir ein Rentier          | 07.11.2006                | Didou, dessine moi un Renne              |
| 37             | 37              | Louie, mal mir einen Affen          | 08.11.2006                | Didou, dessine moi un Singe              |
| 38             | 38              | Louie, mal mir einen Traktor        | 09.11.2006                | Didou, dessine moi un Tracteur           |
| 39             | 39              | Louie, mal mir einen Zug            | 10.11.2006                | Didou, dessine moi un Train              |

### Staffel 2
| Folge (gesamt) | Folge (Staffel) | deutscher Titel                          | deutsche Erstausstrahlung | Originaltitel                           |
| 40             | 01              | Louie, mal mir einen Schmetterling       | 26.01.2008                | Didou, dessine moi un Papillon          |
| 41             | 02              | Louie, mal mir ein Schwein               | 26.01.2008                | Didou, dessine moi un Cochon            |
| 42             | 03              | Louie, mal mir einen Abschleppwagen      | 27.01.2008                | Didou, dessine moi une Dépanneuse       |
| 43             | 04              | Louie, mal mir eine Vogelscheuche        | 27.01.2008                | Didou, dessine moi un Épouvantail       |
| 44             | 05              | Louie, mal mir einen Papagei             | 02.02.2008                | Didou, dessine moi un Perroquet         |
| 45             | 06              | Louie, mal mir eine Giraffe              | 02.02.2008                | Didou, dessine moi une Girafe           |
| 46             | 07              | Louie, mal mir ein Nilpferd              | 03.02.2008                | Didou, dessine moi un Hippopotame       |
| 47             | 08              | Louie, mal mir einen Leuchtturm          | 03.02.2008                | Didou, dessine moi un Phare             |
| 48             | 09              | Louie, mal mir einen Schlitten           | 09.02.2008                | Didou, dessine moi une Luge             |
| 49             | 10              | Louie, mal mir eine Maus                 | 09.02.2008                | Didou, dessine moi une Souris           |
| 50             | 11              | Louie, mal mir einen Kran                | 10.02.2008                | Didou, dessine moi une Grue             |
| 51             | 12              | Louie, mal mir eine Eule                 | 10.02.2008                | Didou, dessine moi un Hibou             |
| 52             | 13              | Louie, mal mir einen Wal                 | 16.02.2008                | Didou, dessine moi une Baleine          |
| 53             | 14              | Louie, mal mir eine Krabbe               | 16.02.2008                | Didou, dessine moi un Crabe             |
| 54             | 15              | Louie, mal mir eine fliegende Untertasse | 17.02.2008                | Didou, dessine moi une Soucoupe Volante |
| 55             | 16              | Louie, mal mir einen Hubschrauber        | 17.02.2008                | Didou, dessine moi un Hélicoptère       |
| 56             | 17              | Louie, mal mir eine Schubkarre           | 23.02.2008                | Didou, dessine moi une Brouette         |
| 57             | 18              | Louie, mal mir ein Karussell             | 23.02.2008                | Didou, dessine moi un Manège            |
| 58             | 19              | Louie, mal mir einen Schneepflug         | 24.02.2008                | Didou, dessine moi un Chasse-Neige      |
| 59             | 20              | Louie, mal mir einen Tintenfisch         | 24.02.2008                | Didou, dessine moi une Pieuvre          |
| 60             | 21              | Louie, mal mir ein Piratenschiff         | 01.03.2008                | Didou, dessine moi un Bateau de Pirate  |
| 61             | 22              | Louie, mal mir einen Yeti                | 01.03.2008                | Didou, dessine moi un Yéti              |
| 62             | 23              | Louie, mal mir einen Geparden            | 02.03.2008                | Didou, dessine moi un Guépard           |
| 63             | 24              | Louie, mal mir einen Bären               | 02.03.2008                | Didou, dessine moi un Ours              |
| 64             | 25              | Louie, mal mir ein Mammut                | 08.03.2008                | Didou, dessine moi un Mammouth          |
| 65             | 26              | Louie, mal mir eine Kutsche              | 08.03.2008                | Didou, dessine moi un Carrosse          |
| 66             | 27              | Louie, mal mir eine Postkutsche          | 09.03.2008                | Didou, dessine moi une Diligence        |
| 67             | 28              | Louie, mal mir einen Storch              | 09.03.2008                | Didou, dessine moi une Cigogne          |
| 68             | 29              | Louie, mal mir eine Katze                | 15.03.2008                | Didou, dessine moi un Chat              |
| 69             | 30              | Louie, mal mir einen Iltis               | 15.03.2008                | Didou, dessine moi un Putois            |
| 70             | 31              | Louie, mal mir einen Wolf                | 16.03.2008                | Didou, dessine moi un Loup              |
| 71             | 32              | Louie, mal mir ein U-Boot                | 16.03.2008                | Didou, dessine moi un Sous-Marin        |
| 72             | 33              | Louie, mal mir einen Koala               | 22.03.2008                | Didou, dessine moi un Koala             |
| 73             | 34              | Louie, mal mir einen Steinbock           | 22.03.2008                | Didou, dessine moi un Bouquetin         |
| 74             | 35              | Louie, mal mir einen Dinosaurier         | 23.03.2008                | Didou, dessine moi un Dinosaure         |
| 75             | 36              | Louie, mal mir einen Flamingo            | 23.03.2008                | Didou, dessine moi un Flamant-Rose      |
| 76             | 37              | Louie, mal mir einen Maulwurf            | 29.03.2008                | Didou, dessine moi une Taupe            |
| 77             | 38              | Louie, mal mir einen Geist               | 29.03.2008                | Didou, dessine moi un Fantôme           |
| 78             | 39              | Louie, mal mir eine Hexe                 | 30.03.2008                | Didou, dessine moi une Sorcière         |

### Staffel 3
| Folge (gesamt) | Folge (Staffel) | deutscher Titel             | Originaltitel                              |
| 79             | 01              | Brieftaube                  | Didou, dessine moi un Pigeon               |
| 80             | 02              | Das Ungeheuer von Loch Ness | Didou, dessine moi le Monstre du Loch Ness |
| 81             | 03              | Narwal                      | Didou, dessine moi un Narval               |
| 82             | 04              | Iglu                        | Didou, dessine moi un Igloo                |
| 83             | 05              | Adler                       | Didou, dessine moi un Aigle                |
| 84             | 06              | Spinne                      | Didou, dessine moi une Araignée            |
| 85             | 07              | Pirat                       | Didou, dessine moi un Pirate               |
| 86             | 08              | Pfau                        | Didou, dessine moi un Paon                 |
| 87             | 09              | Tipi                        | Didou, dessine moi un Tipi                 |
| 88             | 10              | Hahn                        | Didou, dessine moi un Coq                  |
| 89             | 11              | Clown                       | Didou, dessine moi un Clown                |
| 90             | 12              | Elster                      | Didou, dessine moi une Pie                 |
| 91             | 13              | Bernhardiner                | Didou, dessine moi un Saint-Bernard        |
| 92             | 14              | Seeotter                    | Didou, dessine moi une Loutre              |
| 93             | 15              | Brillenschlange             | Didou, dessine moi un Serpent à Lunettes   |
| 94             | 16              | Fee                         | Didou, dessine moi une Fée                 |
| 95             | 17              | Motorroller                 | Didou, dessine moi un Scooter              |
| 96             | 18              | Hängegleiter                | Didou, dessine moi un Deltaplane           |
| 97             | 19              | Panda                       | Didou, dessine moi un Panda                |
| 98             | 20              | Tiger                       | Didou, dessine moi un Tigre                |
| 99             | 21              | Hai                         | Didou, dessine moi un Requin               |
| 100            | 22              | Troll                       | Didou, dessine moi un Lutin                |
| 101            | 23              | Schildkröte                 | Didou, dessine moi une Tortue              |
| 102            | 24              | Esel                        | Didou, dessine moi un Ane                  |
| 103            | 25              | Passagierschiff             | Didou, dessine moi un Paquebot             |
| 104            | 26              | Antilope                    | Didou, dessine moi une Antilope            |
| 105            | 27              | Polizeiauto                 | Didou, dessine moi une Voiture de Police   |
| 106            | 28              | Igel                        | Didou, dessine moi un Hérisson             |
| 107            | 29              | Krankenwagen                | Didou, dessine moi une Ambulance           |
| 108            | 30              | Lama                        | Didou, dessine moi un Lama                 |
| 109            | 31              | Müllauto                    | Didou, dessine moi un Camion-Poubelle      |
| 110            | 32              | Bagger                      | Didou, dessine moi une Pelleteuse          |
| 111            | 33              | Weihnachtsbaum              | Didou, dessine moi un Sapin                |
| 112            | 34              | Luftkissenfahrzeug          | Didou, dessine moi un Hydroglisseur        |
| 113            | 35              | Oger                        | Didou, dessine moi un Ogre                 |
| 114            | 36              | Fledermaus                  | Didou, dessine moi une Chauve-Souris       |
| 115            | 37              | Flaschengeist               | Didou, dessine moi un Génie                |
| 116            | 38              | Zirkuswagen                 | Didou, dessine moi une Roulotte            |
| 117            | 39              | Murmeltier                  | Didou, dessine moi une Marmotte            |